# Pappos' sats
| Figur 2.Punkterna kan även ligga på olika sidor om skärningspunkten mellan m {\displaystyle m} och n {\displaystyle n} , som hos denna ganska invecklade "sexhörning". |  | Figur 3.Ännu en "sexhörning" med hörn på båda sidor om skärningspunkten mellan m {\displaystyle m} och n {\displaystyle n} . |
| Figur 2. Punkterna kan även ligga på olika sidor om skärningspunkten mellan {\displaystyle m} och {\displaystyle n}, som hos denna ganska invecklade "sexhörning".     |  | Figur 3. Ännu en "sexhörning" med hörn på båda sidor om skärningspunkten mellan {\displaystyle m} och {\displaystyle n}.     |

| Figur 5."Sexhörning" med två par av inbördes parallella sidor: A B ¯ ∥ C D ¯ {\displaystyle {\overline {AB}}\parallel {\overline {CD}}} och B C ¯ ∥ F A ¯ {\displaystyle {\overline {BC}}\parallel {\overline {FA}}} . |  | Figur 6.Dualen till Pappos' sats: linjerna mellan de motstående hörnen, A D ¯ = x {\displaystyle {\overline {AD}}=x} , B E ¯ = y {\displaystyle {\overline {BE}}=y} och C F ¯ = z {\displaystyle {\overline {CF}}=z} , skär varandra i Pappospunkten O {\displaystyle O} . |
| Figur 5. "Sexhörning" med två par av inbördes parallella sidor: {\displaystyle {\overline {AB}}\parallel {\overline {CD}}} och {\displaystyle {\overline {BC}}\parallel {\overline {FA}}}.                             |  | Figur 6. Dualen till Pappos' sats: linjerna mellan de motstående hörnen, {\displaystyle {\overline {AD}}=x}, {\displaystyle {\overline {BE}}=y} och {\displaystyle {\overline {CF}}=z}, skär varandra i Pappospunkten {\displaystyle O}.                                   |

Figur 1.
De sex möjliga "sexhörningarna" med hörn alternerande mellan linjerna och. Motstående sidor markerade med samma färg. Den ljusgröna triangeln används för bevis med Menelaos sats. Vissa punkter hamnar långt utanför bilden på grund av att vissa linjepar är nära parallella. Punkterna på behåller sina beteckningar, medan beteckningarna på utgör de sex permutationerna av, och, vilket avgör i vilken ordning de genomlöps, och därmed även de sex sidornas sträckningar. Bilderna är ordnade så att de vars Papposlinjer har samma Steinerpunkt står i samma rad.

Figur 4.
Till vänster tre punkter på och tre på vars alternerande sammanbindningslinjer skär varandra i tre punkter på den röds Papposlinjen. Pappos' sats gäller även för dessa tre punkter och de tre punkterna på den ena av eller.

Figur 7.
Till vänster en "sammanställning" av tre konfigurationerna på översta raden i figur 1 och till höger detsamma för de tre i den nedre raden. De tre Papposlinjerna för varje konfiguration har samma färg som punkternas beteckningar på linjen. Papposlinjerna skär varandra i respektive Steinerpunkt (gul). Notera att de tre permutationerna av punkterna, och till vänster har samma paritet, motsatt den hos permutationerna till höger.

Figur 8.
För bevis av att de tre Papposlinjerna i den vänstra delfiguren av figur 7 skär varandra i en gemensam punkt. Beviset för den högra delfiguren görs på samma sätt, men här ligger dock två punkter/triangelhörn långt utanför figuren varför denna ej ritades.

Figur 9.
Något liknande Pappos' sats gäller även om en sida ligger på, och därmed även en på. Dock uppstår ingen separat Papposlinje, utan skärningspunkterna ligger på en av "sexhörningens" sidor. Här de sexton möjliga "sexhörningar" som har dessa med och sammanfallande sidor med ett hörn i respektive linjes mittersta punkt (samma som figur 1 i övrigt).

Pappos' sats eller, mera precist, Pappos' hexagonsats är en plangeometrisk sats. Den är uppkallad efter den grekiske matematikern Pappos, som bevisade satsen första gången på 300-talet e.Kr.. Satsen säger följande (se figur 1 som visar de sex möjliga "sexhörningarna" med något fetare linjer):
- Låt {\displaystyle A}, {\displaystyle C} och {\displaystyle E} vara punkter på en linje ({\displaystyle m}, blå) och {\displaystyle B}, {\displaystyle D} och {\displaystyle F} vara punkter på en annan linje ({\displaystyle n}, också denna blå). Då ligger skärningspunkterna (röda i figuren) {\displaystyle X={\overline {AB}}\cap {\overline {DE}}} (gröna linjer), [1], {\displaystyle Y={\overline {CD}}\cap {\overline {FA}}} (orange linjer) och {\displaystyle Z={\overline {BC}}\cap {\overline {EF}}} (lila linjer) på en tredje linje, kallad Papposlinjen (röd i figur 1).

Pappos' sats gäller inte inom affin geometri i det fall att {\displaystyle {\overline {AB}}\parallel {\overline {DE}}}, {\displaystyle {\overline {BC}}\parallel {\overline {EF}}} eller {\displaystyle {\overline {CD}}\parallel {\overline {FA}}}. Inom projektiv geometri gäller inte detta förbehåll, eftersom parallella linjer skär varandra i en punkt i oändligheten (och parallella linjer kan genom en lämplig centralprojektion avbildas på räta linjer som skär varandra).
Dualen till denna incidenssats säger att om man har två skilda mängder, vardera bestående av tre inbördes konkurrenta linjer (konkurrens innebär att de löper samman i en punkt), {\displaystyle a}, {\displaystyle c} och {\displaystyle e} (som skär varandra i punkten {\displaystyle M}) respektive {\displaystyle b}, {\displaystyle d} och {\displaystyle f} (som skär varandra i {\displaystyle N}), så är linjerna {\displaystyle x}, {\displaystyle y} och {\displaystyle z}, definierade av par av punkter via skärningspunkterna mellan linjerna {\displaystyle c\cap d} och {\displaystyle f\cap a}, {\displaystyle a\cap b} och {\displaystyle d\cap e}, respektive {\displaystyle b\cap c} och {\displaystyle e\cap f} konkurrenta. (Se figur 6.)
Pascals sats är en generalisering av Pappos' sats, eller snarare så är Pappos' sats specialfallet av Pascals sats när kägelsnittet går genom dubbelkonens spets och därvid "degenererar" till två räta linjer (vilka skär varandra i spetsen).
Pappos' konfiguration är den konfiguration av nio punkter och nio linjer som uppträder i Pappos' sats, där varje punkt är incident med tre linjer och varje linje är incident med tre punkter. I allmänhet passerar inte Papposlinjen genom de båda andra linjernas skärningspunkt. Denna konfiguration är självdual. Eftersom, speciellt, linjerna BF, CE och XY har samma egenskaper som linjerna X, Y och Z i dualsatsen och kollinearitet mellan X, Y och Z är liktydigt med konkurrens hos BF, CE och XY, är den duala satsen detsamma som satsen själv. Levigrafen för Papposkonfigurationen är Papposgrafen, en bipartit, avståndsreguljär graf med 18 hörn och 27 kanter.
För tre givna punkter på en linje {\displaystyle m} och tre givna punkter på en annan linje {\displaystyle n} finns det sex olika konfigurationer av linjer genom en punkt på vardera {\displaystyle m} och {\displaystyle n} så att det genom varje av punkterna går två linjer. Dessa sex konfigurationer har vardera en egen Papposlinje (se figur 1). Dessa Papposlinjer skär varandra tre och tre i två "Steinerpunkter" (se figur 7).

## Bevis av Pappos' sats
I resonemanget bör först kort behandlas parallella linjer och här görs en jämförelse med en sexhörning, det vill säga att punkterna jämförs med hörnen i en sådan och linjerna med sidor i en sådan. De "motstående sidorona" utgörs av tre par: {\displaystyle {\overline {AB}}} och {\displaystyle {\overline {DE}}}, {\displaystyle {\overline {BC}}} och {\displaystyle {\overline {EF}}} respektive {\displaystyle {\overline {CD}}} och {\displaystyle {\overline {FA}}} i sexhörningen {\displaystyle ABCDEF} (de tre paren av motsående sidor är de som enligt Pappos' sats skär varandra i tre kollinjära punkter). Som "alternerande sidor" definieras dels {\displaystyle {\overline {AB}}}, {\displaystyle {\overline {CD}}} och {\displaystyle {\overline {EF}}} och dels {\displaystyle {\overline {BC}}}, {\displaystyle {\overline {DE}}} och {\displaystyle {\overline {FA}}}.
Om två motstående sidor är parallella gäller inte Pappos' sats i affin geometri (och därför ej heller i Euklidisk geometri), eftersom parallella linjer inte har någon skärningspunkt. Inom projektiv geometri gäller satsen dock, då parallella sidor skär varandra i en punkt i oändligheten.
Pappos' sats kan bevisas på många olika sätt, men det mest grundläggande sättet torde vara att genomföra beviset inom Euklidisk geometri och utnyttja Menelaos sats i det fall att högst ett par i endera trippeln alternerande sidor är inbördes parallella. Om två par, ett par i varje trippel, skulle vara inbördes parallella kan man inte bilda någon triangel av alternerande sidor, och således inte utnyttja Menelaos sats, men då kan satsen i stället bevisas Euklidiskt med likformiga trianglar (eller genom att gå via en lämplig centralprojektion så att inga linjer längre är parallella, men beviset blir då inte strikt Euklidiskt).
Konstruera triangeln {\displaystyle \triangle PQR} med de alternerande {\displaystyle {\overline {AB}}}, {\displaystyle {\overline {CD}}} och {\displaystyle {\overline {EF}}} som sidor (ljusgrön i figurerna 1, 2 och 3). De tre övriga sidorna i "sexhörningen" skär dessa tre linjer, och så gör även {\displaystyle m} och {\displaystyle n}. Då säger Menelaos sats att för dessa fem linjer gäller:

| {\displaystyle {\overline {BC}}:\quad } | {\displaystyle {\frac {\vec {PB}}{\vec {BQ}}}\cdot {\frac {\vec {QC}}{\vec {CR}}}\cdot {\frac {\vec {RZ}}{\vec {ZP}}}=-1} |
| {\displaystyle {\overline {DE}}:}       | {\displaystyle {\frac {\vec {PX}}{\vec {XQ}}}\cdot {\frac {\vec {QD}}{\vec {DR}}}\cdot {\frac {\vec {RE}}{\vec {EP}}}=-1} |
| {\displaystyle {\overline {FA}}:}       | {\displaystyle {\frac {\vec {PA}}{\vec {AQ}}}\cdot {\frac {\vec {QY}}{\vec {YR}}}\cdot {\frac {\vec {RF}}{\vec {FP}}}=-1} |

| {\displaystyle m:\quad } | {\displaystyle {\frac {\vec {PA}}{\vec {AQ}}}\cdot {\frac {\vec {QC}}{\vec {CR}}}\cdot {\frac {\vec {RE}}{\vec {EP}}}=-1} |
| {\displaystyle n:}       | {\displaystyle {\frac {\vec {PB}}{\vec {BQ}}}\cdot {\frac {\vec {QD}}{\vec {DR}}}\cdot {\frac {\vec {RF}}{\vec {FP}}}=-1} |

Notera nu att allt som står över bråkstrecken i uttrycken för {\displaystyle m} och {\displaystyle n} i spalten till höger också står över bråkstrecken i uttrycken för {\displaystyle {\overline {BC}}}, {\displaystyle {\overline {DE}}} och {\displaystyle {\overline {FA}}} i spalten till vänster och att detsamma gäller det som står under bråkstrecken i de båda spalterna. Således kan man om man multiplicerar uttrycken i vänsterspalten och dividerar denna produkt med produkten av uttrycken i högerspalten, förkorta bort alla dessa tolv par av lika faktorer. Återstår gör då:
{\displaystyle {\frac {\vec {PX}}{\vec {XQ}}}\cdot {\frac {\vec {QY}}{\vec {YR}}}\cdot {\frac {\vec {RZ}}{\vec {ZP}}}=-1}
och således är, genom omvändningen av Menelaos sats, {\displaystyle X}, {\displaystyle Y} och {\displaystyle Z} kollinjära.

### Två par av alternerande sidor är inbördes parallella
Betrakta figur 5. I denna är {\displaystyle {\overline {AB}}\parallel {\overline {CD}}} och {\displaystyle {\overline {BC}}\parallel {\overline {FA}}}. Således ligger deras repektive skärningspunkter i oändligheten och vare sig triangeln {\displaystyle \triangle PQR} eller {\displaystyle \triangle STU} kan bildas affint/Euklidiskt av sexhörningssidorna, vilket innebär att ett alternativt bevis måste till. Detta bygger på likformiga trianglar, av vilka det på grund av de parallella linjeparen finns en hel del. Ur några av dessa likfomiga triangelpar (alla med en sida på {\displaystyle {\overline {FPERY}}} och hörn i {\displaystyle R} respektive {\displaystyle P}) fås:
| {\displaystyle \triangle FRZ\sim \triangle FPA\Rightarrow {\frac {\|{\overline {RZ}}\|}{\|{\overline {RF}}\|}}={\frac {\|{\overline {PA}}\|}{\|{\overline {PF}}\|}}\quad } | {\displaystyle \triangle ERC\sim \triangle EPA\Rightarrow {\frac {\|{\overline {RC}}\|}{\|{\overline {RE}}\|}}={\frac {\|{\overline {PA}}\|}{\|{\overline {PE}}\|}}} |
| {\displaystyle \triangle YRC\sim \triangle YPB\Rightarrow {\frac {\|{\overline {RC}}\|}{\|{\overline {RY}}\|}}={\frac {\|{\overline {PB}}\|}{\|{\overline {PY}}\|}}}       | {\displaystyle \triangle FRD\sim \triangle FPB\Rightarrow {\frac {\|{\overline {RD}}\|}{\|{\overline {RF}}\|}}={\frac {\|{\overline {PB}}\|}{\|{\overline {PF}}\|}}} |
| {\displaystyle \triangle ERD\sim \triangle EPX\Rightarrow {\frac {\|{\overline {RD}}\|}{\|{\overline {RE}}\|}}={\frac {\|{\overline {PX}}\|}{\|{\overline {PE}}\|}}}       | |

Notera att alla sträckor som står över bråkstrecket i de två uttrycken i högerspalten också står över bråkstrecket i något av uttrycken i vänsterspalten (och på samma sida om likhetstecknet!) och detsamma gäller för sträckorna som står under bråkstrecken. Så, om man om man multiplicerar ihop de tre uttrycken till vänster och dividerar denna produkt med produkten av de två uttrycken till höger, får man, efter de nyss antydda förkortningarna, att:
{\displaystyle {\frac {|{\overline {RZ}}|}{|{\overline {RY}}|}}={\frac {|{\overline {PX}}|}{|{\overline {PY}}|}}}
Eftersom {\displaystyle \angle YRZ=\angle YPX} får vi sålunda att {\displaystyle \triangle YRZ} och {\displaystyle \triangle YPX} är likformiga, vilket innebär att {\displaystyle Z} ligger på {\displaystyle {\overline {XY}}} (då {\displaystyle \angle RYZ=\angle PYX} och {\displaystyle P}, {\displaystyle R} och {\displaystyle Y} är kollinjära så sammanfaller {\displaystyle {\overline {YZ}}} med {\displaystyle {\overline {YX}}}).

## Dualen till Pappos' sats
Betrakta "sexhörningen" {\displaystyle ABCDEF} i figur 6 med sidorna {\displaystyle a={\overline {AB}}}, {\displaystyle b={\overline {BC}}} (...) och {\displaystyle f={\overline {FA}}}. De tre alternerande sidorna {\displaystyle a}, {\displaystyle c} och {\displaystyle e} skär varandra i punkten {\displaystyle M}, medan {\displaystyle b}, {\displaystyle d} och {\displaystyle f} skär varandra i {\displaystyle N}. Dualen till Pappos' sats säger då att (de röda) linjerna {\displaystyle x={\overline {AD}}}, {\displaystyle y={\overline {BE}}} och {\displaystyle z={\overline {CF}}} skär varandra i samma punkt (Pappospunkten – {\displaystyle O} i figuren).

### Bevis
Beviset för dualen följer enkelt ur Pappos' sats. Notera att {\displaystyle MCFNEB} i figur 6 bildar ännu en "sexhörning" med varannat hörn på {\displaystyle e={\overline {MFE}}} och varannat på {\displaystyle b={\overline {NBC}}}. Då säger Pappos' sats att skärningspunkterna
{\displaystyle {\overline {MB}}\cap {\overline {NF}}=a\cap f=A},
{\displaystyle {\overline {EN}}\cap {\overline {CM}}=d\cap e=D} och
{\displaystyle {\overline {BE}}\cap {\overline {FC}}=y\cap z=O}
är kollinjära, det vill säga att skärningspunkterna ligger på linjen {\displaystyle {\overline {ADO}}=x} och således är {\displaystyle x\cap y=x\cap z=y\cap z=O}.

## Sex olika konfigurationer
För varje given uppsättning av tre plus tre inbördes kollinjära punkter finns det sex olika konfigurationer av linjer genom punkterna som uppfyller villkoret att linjerna skall gå genom en punkt på vardera {\displaystyle m} respektive {\displaystyle n} på ett sådant sätt att två linjer skär varandra i varje punkt. Att antalet möjliga konfigurationer är sex visas nedan:
Beteckna punkterna på {\displaystyle m} med {\displaystyle A}, {\displaystyle C} och {\displaystyle E} i valfri ordnijng. Punkten som valts som {\displaystyle A} skall vara förbunden med två punkter på {\displaystyle n}, men inte med den tredje – det "motsående hörnet" till {\displaystyle A}. Kalla denna motsående punkt för {\displaystyle D}. {\displaystyle D} kan väljas på tre sätt (det finns ju tre punkter på {\displaystyle n} att välja mellan). {\displaystyle D} skall i sin tur vara förbunden med punkterna {\displaystyle C} och {\displaystyle E} på {\displaystyle m}. Förbind sedan {\displaystyle A} med de två kvarvarande punkterna på {\displaystyle n} och kalla den ena för {\displaystyle B} och den andra för {\displaystyle F} – detta val kan göras på två sätt. Förbind slutligen {\displaystyle B} med {\displaystyle C} och {\displaystyle F} med {\displaystyle E} och "sexhörningen" {\displaystyle ABCDEF} är klar. Eftersom {\displaystyle D} kunde väljas på tre sätt och valet mellan beteckningarna {\displaystyle B} och {\displaystyle F} kunde göras på två sätt, blir antalet möjliga konfigurationer (med en i förväg fastsälld ordning mellan punkterna på {\displaystyle m}) lika med antalet permutationer av beteckningarna {\displaystyle B}, {\displaystyle D} och {\displaystyle F} på punkterna på {\displaystyle n}, det vill säga {\displaystyle 3!=6}. (Jämför figur 1 och 7.)
Ett alternativt sätt är att konstatera att det finns nio möjliga linjer som dels går genom en av det tre punkterna på {\displaystyle m} och dessutom genom en av de tre punkterna på {\displaystyle n}. Dessa skall nu reduceras till sex genom att ta bort en linje genom varje punkt på {\displaystyle m} på ett sådant sätt att det även tas bort en (och endast en) linje genom varje punkt på {\displaystyle n}. Från den "första" punkten på {\displaystyle m} kan man välja vilken som helst av de tre linjerna att ta bort. Från den andra punkten på {\displaystyle m} finns det nu bara två linjer att välja mellan, eftersom man inte kan välja linjen som går till samma punkt som den första linjen som plockades bort (denna punkt har ju nu bara två linjer som går genom den). Och för den sista punkten på {\displaystyle m} finns det bara ett val – linjen till den punkt på {\displaystyle n} genom vilken det fortfarande går tre linjer. Således tre gånger två gånger en valmöjlighet, det vill säga sex möjliga konfigurationer.

## Cykliska permutationer och inversioner
Det finns två typer av cykliska permutationer vilka är relevanta med avseende på Pappos' sats. En som inte påverkar konfigurationen (och därmed inte den till konfigurationen hörande Papposlinjen) och en som gör det. Analogt gäller detta också för dualen till Pappos' sats (om linjer byts mot punkter, och vice versa)-
Utöver att de cykliska permutuationerne av hela "sexhörningen" ger samma konfiguration ger också omvändningen av hela "sexhörningen" samma konfiguration, det vill säga att {\displaystyle FEDCBA=ABCDEF}, eftersom {\displaystyle {\overline {AB}}={\overline {BA}}} etcetera.

### Cyklisk permutation av hörnen i hela "sexhörningen"
Om beteckningarna för hörnen permuteras cykliskt i {\displaystyle ABCDEF}, det vill säga {\displaystyle A\rightarrow B,B\rightarrow C\ (...)\ F\rightarrow A} påverkas inte konfigurationen eftersom den samtidigt innebär att {\displaystyle {\overline {AB}}=a\rightarrow {\overline {BC}}=b,\ {\overline {BC}}=b\rightarrow {\overline {CD}}=c\ (...),\ {\overline {FA}}=f\rightarrow {\overline {AB}}=a}, vilket inte påverkar skärningspunkterna mellan motstående sidor på annat sätt att även beteckningarna för dessa permuteras cykliskt (det vill säga {\displaystyle X\rightarrow Y} etcetera, ty {\displaystyle {\overline {AB}}\rightarrow {\overline {BC}}} och {\displaystyle {\overline {DE}}\rightarrow {\overline {EF}}} innebär ju att {\displaystyle {\overline {AB}}\cap {\overline {DE}}=X\rightarrow {\overline {BC}}\cap {\overline {EF}}=Y}) men inte själva punkternas lägen och därmed inte Papposlinjen som sådan. Motsvarande resonemang gäller såklart för de motstående linjerna (vilket antytts ovan) i den duala Pappossatsen och därmed deras gemensamma Pappospunkt.

### Inversioner och cykliska permutationer av hörnen påm{\displaystyle m}ochn{\displaystyle n}
I figur 1 avbildas de sex möjliga konfigurationer som bildas av tre givna punkter på {\displaystyle m} och tre på {\displaystyle n}. En inversion av hörnens ordning på {\displaystyle n} ger upphov till en av tre nya permutationer – exempelvis för konfigurationen i den övre vänstra delfiguren: {\displaystyle F\leftrightarrow D\Rightarrow FBD\rightarrow DBF}, {\displaystyle B\leftrightarrow D\Rightarrow FBD\rightarrow FDB} eller {\displaystyle B\leftrightarrow F\Rightarrow FBD\rightarrow BFD}, det vill säga var och en av konfigurationerna i den nedre raden i figur 1. På motsvarande sätt ombildas de båda andra konfigurationerna i övre raden till en av konfigurationerna i den nedre – vilken av dem beror på den valda inversionen. Härav följer direkt att om man upprepar samma inversion får man tillbaka ursprungsläget och de tre konfigurationerna i den nedre raden kan således omstruktureras till valfri konfiguration i den övre raden genom en av de tre möjliga inversionerna i hörnens ordning. Ur detta följer också att två på varandra följande inversioner av hörnens ordning på {\displaystyle n} antingen leder tillbaka till ursprungsläget (samma inversion två gånger) eller till endera av de två andra konfigurationerna i samma rad. Detta senare innebär en cyklisk permutation av hörnens ordning på {\displaystyle n}.
Vad som ovan sagts om hörnen på {\displaystyle n} gäller såklart även om hörnen på {\displaystyle m} och därför följer också att en inversion i ordningen på {\displaystyle m} följd eller föregången av en inversion i ordningen på {\displaystyle n} leder till en av konfigurationena i samma rad. De sex konfigurationerna kan således delas in i två grupper om tre sådana att genom en inversion i ordningen av hörnen på valfri linje ({\displaystyle m} eller {\displaystyle n}) får man en konfiguration tillhörande den andra gruppen.

## Steinerpunkter
Beteckningen "Steinerpunkter" används vanligtvis om de 20 punkter i vilka de 60 Pascallinjerna skär varandra tre och tre vad avser Pascals sats, men, då Pappos' sats kan ses som en "degenererad" version av Pascals sats, används beteckningen även här. De är uppkallade efter Jakob Steiner som 1828 visade att Pascallinjerna skär varandra tre och tre.
Se figur 7. I denna figur avbildas de tre Papposlinjerna för konfigurationerna på översta raden i figur 1 till vänster och de tre Papposlinjerna för konfigurationerna i den undre raden till höger. De tre Papposlinjerna i varje delfigur skär varandra i en gemensam Steinerpunkt (gula i figur 7). Formulerat som en sats:
- De sex Papposlinjerna bildar två linjetripplar sådana att de tre linjerna i en trippel skär varandra i en gemensam punkt och de tre linjerna i den andra trippeln skär varandra i en andra gemensam punkt.

Vilka linjer som skär varandra i vilken Steinerpunkt beror av pariteten hos permutationerna av punkterna på {\displaystyle m} och {\displaystyle n} (jämför avsnittet om cykliska permutationer och inversioner ovan). De konfigurationer som har jämn paritet skär varandra i den ena punkten, medan de som är udda skär varandra i den andra. Om punkterna på {\displaystyle m} och/eller {\displaystyle n} permuteras cykliskt inbördes förändras inte pariteten, och därför inte heller Steinerpunkten, för den då uppkomna konfigurationen.

### Bevis
Att de tre Papposlinjerna skär varandra i Steinerpunkten visas med hjälp av omvändningen av Desargues sats och figur 8. I denna figur har tre trianglar markerats (grå: {\displaystyle \triangle X_{2}Y_{1}Z_{3}}, turkos: {\displaystyle \triangle X_{1}Y_{3}Z_{2}} och brun: {\displaystyle \triangle X_{3}Y_{2}Z_{1}}) vilka vardera har ett hörn på vardera av de tre Papposlinjerna (röd: {\displaystyle {\overline {X_{1}Y_{1}Z_{1}}}}, lila: {\displaystyle {\overline {X_{2}Y_{2}Z_{2}}}} och grön: {\displaystyle {\overline {X_{3}Y_{3}Z_{3}}}}). Varje triangels sidor skär {\displaystyle m} i punkterna {\displaystyle A={\overline {X_{2}Y_{1}}}\cap {\overline {X_{1}Y_{3}}}\cap {\overline {X_{3}Y_{2}}}}, {\displaystyle E={\overline {X_{2}Z_{3}}}\cap {\overline {X_{1}Z_{2}}}\cap {\overline {X_{3}Z_{1}}}} och {\displaystyle C={\overline {Y_{1}Z_{3}}}\cap {\overline {Y_{3}Z_{2}}}\cap {\overline {Y_{2}Z_{1}}}}.
Således ligger, enligt omvändningen av Desargues sats, trianglarnas hörn på tre gemensamma linjer (=Papposlinjerna) vilka skär varandra i en gemensam punkt, Steinerpunkten {\displaystyle S}.

### Dualsats
Dualsatsen till den ovanstående satsen säger att för de sex Pappospunkterna enligt dualen till Pappos' sats gäller:
- De sex Pappospunkterna bildar två punkttripplar sådana att de tre punkterna i en trippel ligger på en gemensam rät linje och de tre punkterna i den andra trippeln ligger på en andra rät linje.

Beviset görs på samma sätt som ovan, fast utan att vända om Deasargues sats (det vill säga: eftersom linjerna genom triangelhörnen skär varandra i en gemensam punkt, så ligger triangelsidornas skärningspunkter på en rät linje).
De konfigurationer som har jämn respektive udda paritet ger upphov till varsin linje.